# Авраам Кефелі
Авраам Кефелі, Олексій Васильович Головачов (івр. אברהם כפלי нар. 15 січня 1972, Сімферополь) — музикант, композитор. Отримав музичну освіту в Ростовській державній консерваторії імені С. В. Рахманінова, по класу джазове фортеп'яно, а згодом закінчив й аспірантуру по класу композиції. Після еміграції до Ізраїлю 27 квітня 1999 року він змінив своє ім'я Олексій (яке було надане йому при народженні) на Авраам, а прізвище батька Головачов — на материнське прізвище Кефелі. Перебуваючи в Ізраїлі, Авраам став газзаном у Ашдоді. Захоплювався і досліджував караїмську релігійну літературу, фольклор і культуру.

## Діяльність
- Начальник відділу комп'ютерної обробки музики в Ашдодській консерваторії;
- Керівник і диригент джазового оркестру (Біг-бенду) Реховотської консерваторії;
- Газзан Ашдодської караїмської громади;
- Секретар Духовного Правління караїмів Ізраїлю.

## Дослідження
- Альбом «Караимский хадж на Святую Землю»[1].
- Традиційні релігійні пісні кримських караїмів[2].
- Караїмське кладовище біля Галича. Каталог надмогильних памя'тників[3].
- «Къырымдаки къарайларнынъ масаллары»/«Сказки крымских караимов»[4].
- Видав книгу «Пиннат Икрат» караїмського гахама Йа-Ша-Ра, Ашдод, 2008 рік[5].
- Видав книгу «Петах Тиква» по граматиці давньоєврейської мови караїмського гахама Султанського Мордехая, Ашдод 2011 рік.
- Видав книгу «Торат га-Адам» (Початок Етики) караїмського гахама Казаса Іллі Ілліча, Ашдод, 2014 рік.
- Видав книгу «Кившоно шель олам» (Таємниці світц) караїмського гахама Казаса Іллі Ілліча, Ашдод, 2014 рік.